# Rajd Monte Carlo 1971
Rajd Monte Carlo 1971 (40. Rallye Automobile de Monte-Carlo) – rajd samochodowy rozgrywany w Monaco od 22 do 29 stycznia  1971 roku. Była to pierwsza runda Międzynarodowych Mistrzostw Producentów w roku 1971. Rajd został rozegrany na asfalcie i śniegu. 

## Wyniki końcowe rajdu[1]
| Msc. | Kierowca            | Pilot             | Samochód                   | Czas    | Strata |
| ---- | ------------------- | ----------------- | -------------------------- | ------- | ------ |
| 1.   | Ove Andersson       | David Stone       | Alpine-Renault A110 1600   | 6:30.54 | 0.0    |
| 2.   | Jean-Luc Thérier    | Marcel Callewaert | Alpine-Renault A110 1600   | 6:31.34 | +0.40  |
| 3.   | Björn Waldegård     | Hans Thorszelius  | Porsche 914/6              | 6:32.45 | +1.51  |
| 3.   | Jean-Claude Andruet | Michel Vial       | Alpine-Renault A110 1600   | 6:32.45 | +1.51  |
| 5.   | Rauno Aaltonen      | Paul Easter       | Datsun 240Z                | 6:38.21 | +7.27  |
| 6.   | Simo Lampinen       | John Davenport    | Lancia Fulvia 1.6 Coupé HF | 6:39.47 | +8.53  |
| 7.   | Håkan Lindberg      | Sölve Andreasson  | Fiat 124 Sport Spider      | 6:41.13 | +10.19 |
| 8.   | Bernard Darniche    | Claude Robertet   | Alpine-Renault A110 1600   | 6:41.15 | +10.21 |
| 9.   | Jean Vinatier       | Maurice Gelin     | Alpine-Renault A110 1600   | 6:45.06 | +14.12 |
| 10.  | Tony Fall           | Mike Wood         | Datsun 240Z                | 6:52.27 | +21.33 |